# Liste des matchs de l'équipe du Kazakhstan de football par adversaire
Cette liste présente les matchs de l'équipe du Kazakhstan de football par adversaire rencontré. Lorsqu'une rivalité footballistique particulière existe entre le Kazakhstan et un autre pays, une page spécifique est parfois proposée.
- Haut – A
- B
- C
- D
- E
- F
- G
- H
- I
- J
- K
- L
- M
- N
- O
- P
- Q
- R
- S
- T
- U
- V
- W
- X
- Y
- Z

## A

### Albanie

#### Confrontations
Confrontations entre l'Albanie et le Kazakhstan en matchs officiels :
|   | Date             | Lieu               | Match                | Score | Compétition                                          |
| 1 | 13 octobre 2004  | Almaty, Kazakhstan | Kazakhstan - Albanie | 0-1   | Qualification pour la Coupe du monde 2006 (groupe 2) |
| 2 | 3 septembre 2005 | Tirana, Albanie    | Albanie - Kazakhstan | 2-1   | Qualification pour la Coupe du monde 2006 (groupe 2) |

#### Bilan
| Rang | Équipe     | Pts | J | G | N | P | Bp | Bc | Diff |
| ---- | ---------- | --- | - | - | - | - | -- | -- | ---- |
| 1    | Albanie    | 6   | 2 | 2 | 0 | 0 | 3  | 1  | +2   |
| 2    | Kazakhstan | 0   | 2 | 0 | 0 | 2 | 1  | 3  | -2   |

### Allemagne

#### Confrontations
Confrontations entre l'Allemagne et le Kazakhstan en matchs officiels :
|   | Date            | Lieu                      | Match                  | Score | Compétition                                                |
| 1 | 12 octobre 2010 | Astana, Kazakhstan        | Kazakhstan - Allemagne | 0-3   | Qualification pour le Championnat d'Europe 2012 (groupe A) |
| 2 | 26 mars 2011    | Kaiserslautern, Allemagne | Allemagne - Kazakhstan | 4-0   | Qualification pour le Championnat d'Europe 2012 (groupe A) |
| 3 | 22 mars 2013    | Astana, Kazakhstan        | Kazakhstan - Allemagne | 0-3   | Qualification pour la Coupe du monde 2014 (groupe C)       |
| 4 | 26 mars 2013    | Nuremberg, Allemagne      | Allemagne - Kazakhstan | 4-1   | Qualification pour la Coupe du monde 2014 (groupe C)       |

#### Bilan
| Rang | Équipe     | Pts | J | G | N | P | Bp | Bc | Diff |
| ---- | ---------- | --- | - | - | - | - | -- | -- | ---- |
| 1    | Allemagne  | 12  | 4 | 4 | 0 | 0 | 14 | 1  | +13  |
| 2    | Kazakhstan | 0   | 4 | 0 | 0 | 4 | 1  | 14 | -13  |

### Andorre

#### Confrontations
Confrontations entre l'Andorre et le Kazakhstan en matchs officiels :
|   | Date             | Lieu                        | Match                | Score | Compétition                                          |
| 1 | 20 août 2008     | Almaty, Kazakhstan          | Kazakhstan - Andorre | 3-0   | Qualification pour la Coupe du monde 2010 (groupe 6) |
| 2 | 9 septembre 2009 | Andorre-la-Vieille, Andorre | Andorre - Kazakhstan | 1-3   | Qualification pour la Coupe du monde 2010 (groupe 6) |

#### Bilan
| Rang | Équipe     | Pts | J | G | N | P | Bp | Bc | Diff |
| ---- | ---------- | --- | - | - | - | - | -- | -- | ---- |
| 1    | Kazakhstan | 6   | 2 | 2 | 0 | 0 | 6  | 1  | +5   |
| 2    | Andorre    | 0   | 2 | 0 | 0 | 2 | 1  | 6  | -5   |

### Angleterre

#### Confrontations
Confrontations entre l'Angleterre et le Kazakhstan en matchs officiels :
|   | Date            | Lieu                | Match                   | Score | Compétition                                          |
| 1 | 11 octobre 2008 | Londres, Angleterre | Angleterre - Kazakhstan | 5-1   | Qualification pour la Coupe du monde 2010 (groupe 6) |
| 2 | 6 juin 2009     | Almaty, Kazakhstan  | Kazakhstan - Angleterre | 0-4   | Qualification pour la Coupe du monde 2010 (groupe 6) |

#### Bilan
| Rang | Équipe     | Pts | J | G | N | P | Bp | Bc | Diff |
| ---- | ---------- | --- | - | - | - | - | -- | -- | ---- |
| 1    | Angleterre | 6   | 2 | 2 | 0 | 0 | 9  | 1  | +8   |
| 2    | Kazakhstan | 0   | 2 | 0 | 0 | 2 | 1  | 9  | -8   |

### Arabie saoudite

#### Confrontations
Confrontations entre l'Arabie saoudite et le Kazakhstan en matchs officiels :
|   | Date             | Lieu                   | Match                        | Score | Compétition  |
| 1 | 30 décembre 1995 | Riyad, Arabie saoudite | Arabie saoudite - Kazakhstan | 3-0   | Match amical |
| 2 | 7 octobre 2000   | Amman, Jordanie        | Arabie saoudite - Kazakhstan | 1-0   | Match amical |

#### Bilan
| Rang | Équipe          | Pts | J | G | N | P | Bp | Bc | Diff |
| ---- | --------------- | --- | - | - | - | - | -- | -- | ---- |
| 1    | Arabie saoudite | 6   | 2 | 2 | 0 | 0 | 4  | 0  | +4   |
| 2    | Kazakhstan      | 0   | 2 | 0 | 0 | 2 | 0  | 4  | -4   |

### Arménie

#### Confrontations
Confrontations entre l'Arménie et le Kazakhstan en matchs officiels :
| N° | Date             | Lieu               | Match                | Score             | Compétition                                                |
| 1  | 19 février 2004  | Paphos, Chypre     | Kazakhstan - Arménie | 3-3 (3-2 aux tab) | Tournoi de Chypre 2004                                     |
| 2  | 2 juin 2007      | Almaty, Kazakhstan | Kazakhstan - Arménie | 1-2               | Qualification pour le Championnat d'Europe 2008 (groupe A) |
| 3  | 21 novembre 2007 | Erevan, Arménie    | Arménie - Kazakhstan | 0-1               | Qualification pour le Championnat d'Europe 2008 (groupe A) |
| 4  | 26 mars 2008     | Pernis, Pays-Bas   | Arménie - Kazakhstan | 1-0               | Match amical                                               |
| 5  | 5 juin 2012      | Erevan, Arménie    | Arménie - Kazakhstan | 3-0               | Match amical                                               |
| 6  | 26 mars 2017     | Erevan, Arménie    | Arménie - Kazakhstan | 2-0               | Qualification pour la Coupe du monde 2018 (groupe E)       |
| 7  | 8 octobre 2017   | Astana, Kazakhstan | Kazakhstan - Arménie | 1-1               | Qualification pour la Coupe du monde 2018 (groupe E)       |

#### Bilan
| Rang | Équipe     | Pts | J | G | N | P | Bp | Bc | Diff |
| ---- | ---------- | --- | - | - | - | - | -- | -- | ---- |
| 1    | Arménie    | 14  | 7 | 4 | 2 | 1 | 12 | 6  | +6   |
| 2    | Kazakhstan | 5   | 7 | 1 | 2 | 4 | 6  | 12 | -6   |

### Autriche

#### Confrontations
Confrontations entre l'Autriche et le Kazakhstan en matchs officiels :
|   | Date             | Lieu                | Match                 | Score | Compétition                                                |
| 1 | 7 septembre 2010 | Salzbourg, Autriche | Autriche - Kazakhstan | 2-0   | Qualification pour le Championnat d'Europe 2012 (groupe A) |
| 2 | 11 octobre 2011  | Almaty, Kazakhstan  | Kazakhstan - Autriche | 0-0   | Qualification pour le Championnat d'Europe 2012 (groupe A) |
| 3 | 12 octobre 2012  | Almaty, Kazakhstan  | Kazakhstan - Autriche | 0-0   | Qualification pour la Coupe du monde 2014 (groupe C)       |
| 4 | 16 octobre 2012  | Vienne, Autriche    | Autriche - Kazakhstan | 4-0   | Qualification pour la Coupe du monde 2014 (groupe C)       |

#### Bilan
| Rang | Équipe     | Pts | J | G | N | P | Bp | Bc | Diff |
| ---- | ---------- | --- | - | - | - | - | -- | -- | ---- |
| 1    | Autriche   | 8   | 4 | 2 | 2 | 0 | 6  | 0  | +6   |
| 2    | Kazakhstan | 2   | 4 | 0 | 2 | 2 | 0  | 6  | -6   |

### Azerbaïdjan

#### Confrontations
Confrontations entre l'Azerbaïdjan et le Kazakhstan en matchs officiels :
|   | Date             | Lieu                 | Match                    | Score | Compétition                                                |
| 1 | 15 mai 1993      | Téhéran, Iran        | Azerbaïdjan - Kazakhstan | 1-1   | Match amical                                               |
| 2 | 28 avril 2004    | Astana, Kazakhstan   | Kazakhstan - Azerbaïdjan | 2-3   | Match amical                                               |
| 3 | 6 septembre 2006 | Bakou, Azerbaïdjan   | Azerbaïdjan - Kazakhstan | 1-1   | Qualification pour le Championnat d'Europe 2008 (groupe A) |
| 4 | 9 mars 2007      | Chimkent, Kazakhstan | Kazakhstan - Azerbaïdjan | 1-0   | Match amical                                               |
| 5 | 6 juin 2007      | Almaty, Kazakhstan   | Kazakhstan - Azerbaïdjan | 1-1   | Qualification pour le Championnat d'Europe 2008 (groupe A) |
| 6 | 3 février 2008   | Antalya, Turquie     | Azerbaïdjan - Kazakhstan | 0-0   | Match amical                                               |
| 7 | 3 juin 2011      | Astana, Kazakhstan   | Kazakhstan - Azerbaïdjan | 2-1   | Qualification pour le Championnat d'Europe 2012 (groupe A) |
| 8 | 6 septembre 2011 | Bakou, Azerbaïdjan   | Azerbaïdjan - Kazakhstan | 3-2   | Qualification pour le Championnat d'Europe 2012 (groupe A) |
| 9 | 26 mars 2016     | Antalya, Turquie     | Azerbaïdjan - Kazakhstan | 0-1   | Match amical                                               |

#### Bilan
| Rang | Équipe      | Pts | J | G | N | P | Bp | Bc | Diff |
| ---- | ----------- | --- | - | - | - | - | -- | -- | ---- |
| 1    | Kazakhstan  | 13  | 9 | 3 | 4 | 2 | 11 | 10 | +1   |
| 2    | Azerbaïdjan | 10  | 9 | 2 | 4 | 3 | 10 | 11 | -1   |

## B

### Bahreïn

#### Confrontations
Confrontations entre le Bahreïn et le Kazakhstan en matchs officiels :
|   | Date         | Lieu                           | Match                | Score | Compétition  |
| 1 | 20 mars 2000 | Abou Dabi, Émirats arabes unis | Kazakhstan - Bahreïn | 1-0   | Match amical |

#### Bilan
| Rang | Équipe     | Pts | J | G | N | P | Bp | Bc | Diff |
| ---- | ---------- | --- | - | - | - | - | -- | -- | ---- |
| 1    | Kazakhstan | 3   | 1 | 1 | 0 | 0 | 1  | 0  | +1   |
| 2    | Bahreïn    | 0   | 1 | 0 | 0 | 1 | 0  | 1  | -1   |

### Belgique

#### Confrontations
Confrontations entre la Belgique et le Kazakhstan en matchs officiels :
|   | Date              | Lieu                | Match                 | Score | Compétition                                                |
| 1 | 16 août 2006      | Bruxelles, Belgique | Belgique - Kazakhstan | 0-0   | Qualification pour le Championnat d'Europe 2008 (groupe A) |
| 2 | 12 septembre 2007 | Almaty, Kazakhstan  | Kazakhstan - Belgique | 2-2   | Qualification pour le Championnat d'Europe 2008 (groupe A) |
| 3 | 8 octobre 2010    | Astana, Kazakhstan  | Kazakhstan - Belgique | 0-2   | Qualification pour le Championnat d'Europe 2012 (groupe A) |
| 4 | 7 octobre 2011    | Bruxelles, Belgique | Belgique - Kazakhstan | 4-1   | Qualification pour le Championnat d'Europe 2012 (groupe A) |

#### Bilan
| Rang | Équipe     | Pts | J | G | N | P | Bp | Bc | Diff |
| ---- | ---------- | --- | - | - | - | - | -- | -- | ---- |
| 1    | Belgique   | 8   | 4 | 2 | 2 | 0 | 8  | 3  | +5   |
| 2    | Kazakhstan | 2   | 4 | 0 | 2 | 2 | 3  | 8  | -5   |

### Biélorussie

#### Confrontations
Confrontations entre la Biélorussie et le Kazakhstan en matchs officiels :
|   | Date             | Lieu               | Match                    | Score | Compétition                                          |
| 1 | 1er avril 2009   | Almaty, Kazakhstan | Kazakhstan - Biélorussie | 1-5   | Qualification pour la Coupe du monde 2010 (groupe 6) |
| 2 | 10 octobre 2009  | Brest, Biélorussie | Biélorussie - Kazakhstan | 4-0   | Qualification pour la Coupe du monde 2010 (groupe 6) |
| 3 | 9 février 2011   | Antalya, Turquie   | Biélorussie - Kazakhstan | 1-1   | Match amical                                         |
| 4 | 7 septembre 2020 | Almaty, Kazakhstan | Kazakhstan - Biélorussie | 1-2   | Ligue des nations 2020-2021 (Ligue C)                |

#### Bilan
| Rang | Équipe      | Pts | J | G | N | P | Bp | Bc | Diff |
| ---- | ----------- | --- | - | - | - | - | -- | -- | ---- |
| 1    | Biélorussie | 10  | 4 | 3 | 1 | 0 | 12 | 3  | +9   |
| 2    | Kazakhstan  | 1   | 4 | 0 | 1 | 3 | 3  | 12 | -9   |

### Bulgarie

#### Confrontations
Confrontations entre la Bulgarie et le Kazakhstan en matchs officiels :
|   | Date        | Lieu               | Match                 | Score | Compétition  |
| 1 | 4 juin 2013 | Almaty, Kazakhstan | Kazakhstan - Bulgarie | 1-2   | Match amical |

#### Bilan
| Rang | Équipe     | Pts | J | G | N | P | Bp | Bc | Diff |
| ---- | ---------- | --- | - | - | - | - | -- | -- | ---- |
| 1    | Bulgarie   | 3   | 1 | 1 | 0 | 0 | 2  | 1  | +1   |
| 2    | Kazakhstan | 0   | 1 | 0 | 0 | 1 | 1  | 2  | -1   |

### Burkina Faso

#### Confrontations
Confrontations entre le Burkina Faso et le Kazakhstan en matchs officiels :
|   | Date        | Lieu               | Match                     | Score | Compétition  |
| 1 | 12 mai 2015 | Almaty, Kazakhstan | Kazakhstan - Burkina Faso | 0-0   | Match amical |

#### Bilan
| Rang | Équipe       | Pts | J | G | N | P | Bp | Bc | Diff |
| ---- | ------------ | --- | - | - | - | - | -- | -- | ---- |
| 1    | Burkina Faso | 1   | 1 | 0 | 1 | 0 | 0  | 0  | 0    |
| 1    | Kazakhstan   | 1   | 1 | 0 | 1 | 0 | 0  | 0  | 0    |

## C

### Chine

#### Confrontations
Confrontations entre la Chine et le Kazakhstan en matchs officiels :
|   | Date             | Lieu          | Match              | Score | Compétition  |
| 1 | 3 septembre 1997 | Pékin, Chine  | Chine - Kazakhstan | 3-0   | Match amical |
| 2 | 7 février 2007   | Suzhou, Chine | Chine - Kazakhstan | 2-1   | Match amical |
| 3 | 7 juin 2016      | Dalian, Chine | Chine - Kazakhstan | 0-1   | Match amical |

#### Bilan
| Rang | Équipe     | Pts | J | G | N | P | Bp | Bc | Diff |
| ---- | ---------- | --- | - | - | - | - | -- | -- | ---- |
| 1    | Chine      | 6   | 3 | 2 | 0 | 1 | 5  | 2  | +3   |
| 2    | Kazakhstan | 3   | 3 | 1 | 0 | 2 | 2  | 5  | -3   |

### Chypre

#### Confrontations
Confrontations entre Chypre et le Kazakhstan en matchs officiels :
|   | Date            | Lieu             | Match               | Score | Compétition  |
| 1 | 21 février 2004 | Limassol, Chypre | Chypre - Kazakhstan | 2-1   | Match amical |
| 2 | 22 mars 2017    | Nicosie, Chypre  | Chypre - Kazakhstan | 3-1   | Match amical |

#### Bilan
| Rang | Équipe     | Pts | J | G | N | P | Bp | Bc | Diff |
| ---- | ---------- | --- | - | - | - | - | -- | -- | ---- |
| 1    | Chypre     | 6   | 2 | 2 | 0 | 0 | 5  | 2  | +3   |
| 2    | Kazakhstan | 0   | 2 | 0 | 0 | 2 | 2  | 5  | -3   |

### Corée du Sud

#### Confrontations
Confrontations entre Corée du Sud et le Kazakhstan en matchs officiels :
|   | Date             | Lieu                | Match                     | Score | Compétition                                               |
| 1 | 6 septembre 1997 | Séoul, Corée du Sud | Corée du Sud - Kazakhstan | 3-0   | Qualification pour la Coupe du monde 1998 (deuxième tour) |
| 2 | 11 octobre 1997  | Almaty, Kazakhstan  | Kazakhstan - Corée du Sud | 1-1   | Qualification pour la Coupe du monde 1998 (deuxième tour) |

#### Bilan
| Rang | Équipe       | Pts | J | G | N | P | Bp | Bc | Diff |
| ---- | ------------ | --- | - | - | - | - | -- | -- | ---- |
| 1    | Corée du Sud | 4   | 2 | 1 | 1 | 0 | 4  | 1  | +3   |
| 2    | Kazakhstan   | 1   | 2 | 0 | 1 | 1 | 1  | 4  | -3   |

### Croatie

#### Confrontations
Confrontations entre la Croatie et le Kazakhstan en matchs officiels :
|   | Date             | Lieu               | Match                | Score | Compétition                                          |
| 1 | 6 septembre 2008 | Zagreb, Croatie    | Croatie - Kazakhstan | 3-0   | Qualification pour la Coupe du monde 2010 (groupe 6) |
| 2 | 14 octobre 2009  | Astana, Kazakhstan | Kazakhstan - Croatie | 1-2   | Qualification pour la Coupe du monde 2010 (groupe 6) |

#### Bilan
| Rang | Équipe     | Pts | J | G | N | P | Bp | Bc | Diff |
| ---- | ---------- | --- | - | - | - | - | -- | -- | ---- |
| 1    | Croatie    | 6   | 2 | 2 | 0 | 0 | 5  | 1  | +4   |
| 2    | Kazakhstan | 0   | 2 | 0 | 0 | 2 | 1  | 5  | -4   |

## D

### Danemark

#### Confrontations
Confrontations entre le Danemark et le Kazakhstan en matchs officiels :
|   | Date             | Lieu                 | Match                 | Score | Compétition                                          |
| 1 | 26 mars 2005     | Copenhague, Danemark | Danemark - Kazakhstan | 3-0   | Qualification pour la Coupe du monde 2006 (groupe 2) |
| 2 | 12 octobre 2005  | Almaty, Kazakhstan   | Kazakhstan - Danemark | 1-2   | Qualification pour la Coupe du monde 2006 (groupe 2) |
| 3 | 11 novembre 2016 | Copenhague, Danemark | Danemark - Kazakhstan | 4-1   | Qualification pour la Coupe du monde 2018 (groupe E) |
| 4 | 10 juin 2017     | Almaty, Kazakhstan   | Kazakhstan - Danemark | 1-3   | Qualification pour la Coupe du monde 2018 (groupe E) |

#### Bilan
| Rang | Équipe     | Pts | J | G | N | P | Bp | Bc | Diff |
| ---- | ---------- | --- | - | - | - | - | -- | -- | ---- |
| 1    | Danemark   | 12  | 4 | 4 | 0 | 0 | 12 | 3  | +9   |
| 2    | Kazakhstan | 0   | 4 | 0 | 0 | 4 | 3  | 12 | -9   |

## E

### Écosse

#### Confrontations
Confrontations entre l'Écosse et le Kazakhstan en matchs officiels :
|   | Date             | Lieu                    | Match               | Score | Compétition                                                |
| 1 | 21 mars 2019     | Noursoultan, Kazakhstan | Kazakhstan - Écosse | 3-0   | Qualification pour le Championnat d'Europe 2020 (groupe I) |
| 2 | 20 novembre 2019 | Glasgow, Écosse         | Écosse - Kazakhstan | 3-1   | Qualification pour le Championnat d'Europe 2020 (groupe I) |

#### Bilan
| Rang | Équipe     | Pts | J | G | N | P | Bp | Bc | Diff |
| ---- | ---------- | --- | - | - | - | - | -- | -- | ---- |
| 1    | Kazakhstan | 3   | 2 | 1 | 0 | 1 | 4  | 3  | +1   |
| 2    | Écosse     | 3   | 2 | 1 | 0 | 1 | 3  | 4  | -1   |

### Émirats arabes unis

#### Confrontations
Confrontations entre les Émirats arabes unis et le Kazakhstan en matchs officiels :
|   | Date              | Lieu                           | Match                            | Score | Compétition                                               |
| 1 | 12 septembre 1997 | Abou Dabi, Émirats arabes unis | Émirats arabes unis - Kazakhstan | 4-0   | Qualification pour la Coupe du monde 1998 (deuxième tour) |
| 2 | 18 octobre 1997   | Almaty, Kazakhstan             | Kazakhstan - Émirats arabes unis | 3-0   | Qualification pour la Coupe du monde 1998 (deuxième tour) |
| 3 | 11 décembre 2000  | Abou Dabi, Émirats arabes unis | Émirats arabes unis - Kazakhstan | 5-2   | Match amical                                              |

#### Bilan
| Rang | Équipe              | Pts | J | G | N | P | Bp | Bc | Diff |
| ---- | ------------------- | --- | - | - | - | - | -- | -- | ---- |
| 1    | Émirats arabes unis | 6   | 3 | 2 | 0 | 1 | 9  | 5  | +4   |
| 2    | Kazakhstan          | 3   | 3 | 1 | 0 | 2 | 5  | 9  | -4   |

### Estonie

#### Confrontations
Confrontations entre l'Estonie et le Kazakhstan en matchs officiels :
|   | Date             | Lieu               | Match                | Score | Compétition  |
| 1 | 14 novembre 2001 | Tallinn, Estonie   | Estonie - Kazakhstan | 0-0   | Match amical |
| 2 | 7 juillet 2002   | Almaty, Kazakhstan | Kazakhstan - Estonie | 1-1   | Match amical |
| 3 | 11 février 2009  | Antalya, Turquie   | Estonie - Kazakhstan | 0-2   | Match amical |

#### Bilan
| Rang | Équipe     | Pts | J | G | N | P | Bp | Bc | Diff |
| ---- | ---------- | --- | - | - | - | - | -- | -- | ---- |
| 1    | Kazakhstan | 5   | 3 | 2 | 1 | 0 | 3  | 1  | +2   |
| 2    | Estonie    | 2   | 3 | 0 | 1 | 2 | 1  | 3  | -2   |

## F

### Finlande

#### Confrontations
Confrontations entre la Finlande et le Kazakhstan en matchs officiels :
|   | Date            | Lieu                | Match                 | Score             | Compétition                                                |
| 1 | 28 février 2006 | Bruxelles, Belgique | Finlande - Kazakhstan | 0-0 (1-3 aux tab) | Tournoi de Chypre 2006 (demi-finale)                       |
| 2 | 11 octobre 2006 | Almaty, Kazakhstan  | Kazakhstan - Finlande | 0-2               | Qualification pour le Championnat d'Europe 2008 (groupe A) |
| 3 | 22 août 2007    | Tampere, Finlande   | Finlande - Kazakhstan | 2-1               | Qualification pour le Championnat d'Europe 2008 (groupe A) |

#### Bilan
| Rang | Équipe     | Pts | J | G | N | P | Bp | Bc | Diff |
| ---- | ---------- | --- | - | - | - | - | -- | -- | ---- |
| 1    | Finlande   | 7   | 3 | 2 | 1 | 0 | 4  | 1  | +3   |
| 2    | Kazakhstan | 1   | 3 | 0 | 1 | 2 | 1  | 4  | -3   |

## G

### Géorgie

#### Confrontations
Confrontations entre la Géorgie et le Kazakhstan en matchs officiels :
|   | Date             | Lieu               | Match                | Score | Compétition                                          |
| 1 | 17 août 2005     | Almaty, Kazakhstan | Kazakhstan - Géorgie | 1-2   | Qualification pour la Coupe du monde 2006 (groupe 2) |
| 2 | 8 octobre 2005   | Tbilissi, Géorgie  | Géorgie - Kazakhstan | 0-0   | Qualification pour la Coupe du monde 2006 (groupe 2) |
| 3 | 14 août 2013     | Astana, Kazakhstan | Kazakhstan - Géorgie | 1-0   | Match amical                                         |
| 4 | 29 mars 2016     | Tbilissi, Géorgie  | Géorgie - Kazakhstan | 1-1   | Match amical                                         |
| 5 | 6 septembre 2018 | Astana, Kazakhstan | Kazakhstan - Géorgie | 0-2   | Ligue des nations 2018-2019                          |

#### Bilan
| Rang | Équipe     | Pts | J | G | N | P | Bp | Bc | Diff |
| ---- | ---------- | --- | - | - | - | - | -- | -- | ---- |
| 1    | Géorgie    | 8   | 5 | 2 | 2 | 1 | 5  | 3  | +2   |
| 2    | Kazakhstan | 5   | 5 | 1 | 2 | 2 | 3  | 5  | -2   |

### Grèce

#### Confrontations
Confrontations entre la Grèce et le Kazakhstan en matchs officiels :
|   | Date             | Lieu               | Match              | Score | Compétition                                          |
| 1 | 17 novembre 2004 | Le Pirée, Grèce    | Grèce - Kazakhstan | 3-1   | Qualification pour la Coupe du monde 2006 (groupe 2) |
| 2 | 7 septembre 2005 | Almaty, Kazakhstan | Kazakhstan - Grèce | 1-2   | Qualification pour la Coupe du monde 2006 (groupe 2) |
| 3 | 1er mars 2006    | Nicosie, Chypre    | Kazakhstan - Grèce | 0-2   | Tournoi de Chypre 2006 (finale)                      |

#### Bilan
| Rang | Équipe     | Pts | J | G | N | P | Bp | Bc | Diff |
| ---- | ---------- | --- | - | - | - | - | -- | -- | ---- |
| 1    | Grèce      | 9   | 3 | 3 | 0 | 0 | 7  | 2  | +5   |
| 2    | Kazakhstan | 0   | 3 | 0 | 0 | 3 | 2  | 7  | -5   |

## H

### Hongrie

#### Confrontations
Confrontations entre la Hongrie et le Kazakhstan en matchs officiels :
|   | Date        | Lieu              | Match                | Score | Compétition  |
| 1 | 7 juin 2014 | Budapest, Hongrie | Hongrie - Kazakhstan | 3-0   | Match amical |

#### Bilan
| Rang | Équipe     | Pts | J | G | N | P | Bp | Bc | Diff |
| ---- | ---------- | --- | - | - | - | - | -- | -- | ---- |
| 1    | Hongrie    | 3   | 1 | 1 | 0 | 0 | 3  | 0  | +3   |
| 2    | Kazakhstan | 0   | 1 | 0 | 0 | 1 | 0  | 3  | -3   |

## I

### Irak

#### Confrontations
Confrontations entre l'Irak et le Kazakhstan en matchs officiels :
|   | Date          | Lieu               | Match             | Score | Compétition                                              |
| 1 | 6 juin 1997   | Bagdad, Irak       | Irak - Kazakhstan | 1-2   | Qualification pour la Coupe du monde 1998 (premier tour) |
| 2 | 29 juin 1997  | Almaty, Kazakhstan | Kazakhstan - Irak | 3-1   | Qualification pour la Coupe du monde 1998 (premier tour) |
| 3 | 16 avril 2001 | Bagdad, Irak       | Irak - Kazakhstan | 1-1   | Qualification pour la Coupe du monde 2002 (premier tour) |
| 4 | 25 avril 2001 | Almaty, Kazakhstan | Kazakhstan - Irak | 1-1   | Qualification pour la Coupe du monde 2002 (premier tour) |

#### Bilan
| Rang | Équipe     | Pts | J | G | N | P | Bp | Bc | Diff |
| ---- | ---------- | --- | - | - | - | - | -- | -- | ---- |
| 1    | Kazakhstan | 8   | 4 | 2 | 2 | 0 | 7  | 4  | +3   |
| 2    | Irak       | 2   | 4 | 0 | 2 | 2 | 4  | 7  | -3   |

### Iran

#### Confrontations
Confrontations entre l'Iran et le Kazakhstan en matchs officiels :
|   | Date              | Lieu               | Match             | Score | Compétition                            |
| 1 | 1er décembre 1998 | Bangkok, Thaïlande | Kazakhstan - Iran | 0-2   | Jeux asiatiques de 1998 (premier tour) |
| 2 | 24 mai 2000       | Amman, Jordanie    | Iran - Kazakhstan | 3-0   | Championnat d'Asie de l'Ouest 2000     |

#### Bilan
| Rang | Équipe     | Pts | J | G | N | P | Bp | Bc | Diff |
| ---- | ---------- | --- | - | - | - | - | -- | -- | ---- |
| 1    | Iran       | 6   | 2 | 2 | 0 | 0 | 5  | 0  | +5   |
| 2    | Kazakhstan | 0   | 2 | 0 | 0 | 2 | 0  | 5  | -5   |

### Irlande
Confrontations entre l'Irlande et le Kazakhstan en matchs officiels :
|   | Date             | Lieu               | Match                | Score | Compétition                                          |
| 1 | 7 septembre 2012 | Astana, Kazakhstan | Kazakhstan - Irlande | 1-2   | Qualification pour la Coupe du monde 2014 (groupe C) |
| 2 | 15 octobre 2013  | Dublin, Irlande    | Irlande - Kazakhstan | 3-1   | Qualification pour la Coupe du monde 2014 (groupe C) |

#### Bilan
| Rang | Équipe               | Pts | J | G | N | P | Bp | Bc | Diff |
| ---- | -------------------- | --- | - | - | - | - | -- | -- | ---- |
| 1    | République d'Irlande | 6   | 2 | 2 | 0 | 0 | 5  | 2  | +3   |
| 2    | Kazakhstan           | 0   | 2 | 0 | 0 | 2 | 2  | 5  | -3   |

### Islande

#### Confrontations
Confrontations entre l'Islande et le Kazakhstan en matchs officiels :
|   | Date             | Lieu               | Match                | Score | Compétition                                                |
| 1 | 28 mars 2015     | Astana, Kazakhstan | Kazakhstan - Islande | 0-3   | Qualification pour le Championnat d'Europe 2016 (groupe A) |
| 2 | 6 septembre 2015 | Reykjavik, Islande | Islande - Kazakhstan | 0-0   | Qualification pour le Championnat d'Europe 2016 (groupe A) |

#### Bilan
| Rang | Équipe     | Pts | J | G | N | P | Bp | Bc | Diff |
| ---- | ---------- | --- | - | - | - | - | -- | -- | ---- |
| 1    | Islande    | 4   | 2 | 1 | 1 | 0 | 3  | 0  | +3   |
| 2    | Kazakhstan | 1   | 2 | 0 | 1 | 1 | 0  | 3  | -3   |

## J

### Japon

#### Confrontations
Confrontations entre le Japon et le Kazakhstan en matchs officiels :
|   | Date            | Lieu               | Match              | Score | Compétition                                                |
| 1 | 4 octobre 1997  | Almaty, Kazakhstan | Kazakhstan - Japon | 1-1   | Qualifications pour la Coupe du monde 1998 (deuxième tour) |
| 2 | 8 novembre 1997 | Tokyo, Japon       | Japon - Kazakhstan | 5-1   | Qualifications pour la Coupe du monde 1998 (deuxième tour) |
| 3 | 29 janvier 2005 | Yokohama, Japon    | Japon - Kazakhstan | 4-0   | Match amical                                               |

#### Bilan
| Rang | Équipe     | Pts | J | G | N | P | Bp | Bc | Diff |
| ---- | ---------- | --- | - | - | - | - | -- | -- | ---- |
| 1    | Japon      | 7   | 3 | 2 | 1 | 0 | 10 | 2  | +8   |
| 2    | Kazakhstan | 1   | 3 | 0 | 1 | 2 | 2  | 10 | -8   |

### Jordanie

#### Confrontations
Confrontations entre la Jordanie et le Kazakhstan en matchs officiels :
| Date | Lieu            | Match           | Score                 | Compétition |                                         |
| 1    | 31 mars 2000    | Doha, Qatar     | Jordanie - Kazakhstan | 0-1         | Qualification pour la Coupe d'Asie 2000 |
| 2    | 14 février 2006 | Amman, Jordanie | Jordanie - Kazakhstan | 2-0         | Match amical                            |

#### Bilan
| Rang | Équipe     | Pts | J | G | N | P | Bp | Bc | Diff |
| ---- | ---------- | --- | - | - | - | - | -- | -- | ---- |
| 1    | Jordanie   | 3   | 2 | 1 | 0 | 1 | 2  | 1  | +1   |
| 2    | Kazakhstan | 3   | 2 | 1 | 0 | 1 | 1  | 2  | -1   |

## K

### Kirghizistan

#### Confrontations
Confrontations entre le Kazakhstan et le Kirghizistan :
|   | Date              | Lieu                  | Match                     | Score | Compétition  |
| 1 | 26 septembre 1992 | Bichkek, Kirghizistan | Kirghizistan - Kazakhstan | 1-1   | Match amical |
| 2 | 25 octobre 1992   | Kyzylorda, Kazakhstan | Kazakhstan - Kirghizistan | 2-0   | Match amical |
| 3 | 17 avril 1994     | Tachkent, Ouzbékistan | Kirghizistan - Kazakhstan | 0-0   | Match amical |
| 4 | 5 juillet 2006    | Almaty, Kazakhstan    | Kazakhstan - Kirghizistan | 1-0   | Match amical |
| 5 | 8 mars 2007       | Astana, Kazakhstan    | Kazakhstan - Kirghizistan | 2-0   | Match amical |
| 6 | 1er juin 2012     | Almaty, Kazakhstan    | Kazakhstan - Kirghizistan | 5-2   | Match amical |
| 7 | 5 septembre 2014  | Astana, Kazakhstan    | Kazakhstan - Kirghizistan | 7-1   | Match amical |
| 8 | 30 août 2016      | Bichkek Kirghizistan  | Kirghizistan - Kazakhstan | 2-0   | Match amical |

#### Bilan
Au 3 avril 2019 :
- Total de matchs disputés : 8
- Victoires du Kazakhstan : 5
- Matchs nuls : 2
- Victoires du Kirghizistan : 1
- Total de buts marqués par le Kazakhstan : 18
- Total de buts marqués par le Kirghizistan : 6

### Koweït

#### Confrontations
Confrontations entre le Koweït et le Kazakhstan en matchs officiels :
|   | Date             | Lieu           | Match               | Score | Compétition  |
| 1 | 27 décembre 1995 | Koweït, Koweït | Koweït - Kazakhstan | 0-0   | Match amical |

#### Bilan
| Rang | Équipe     | Pts | J | G | N | P | Bp | Bc | Diff |
| ---- | ---------- | --- | - | - | - | - | -- | -- | ---- |
| 1    | Kazakhstan | 1   | 1 | 0 | 1 | 0 | 0  | 0  | 0    |
| 2    | Koweït     | 1   | 1 | 0 | 1 | 0 | 0  | 0  | 0    |

## L

### Laos

#### Confrontations
Confrontations entre le Laos et le Kazakhstan en matchs officiels :
|   | Date            | Lieu               | Match             | Score | Compétition                            |
| 1 | 3 décembre 1998 | Bangkok, Thaïlande | Laos - Kazakhstan | 0-5   | Jeux asiatiques de 1998 (premier tour) |

#### Bilan
| Rang | Équipe     | Pts | J | G | N | P | Bp | Bc | Diff |
| ---- | ---------- | --- | - | - | - | - | -- | -- | ---- |
| 1    | Kazakhstan | 3   | 1 | 1 | 0 | 0 | 5  | 0  | +5   |
| 2    | Laos       | 0   | 1 | 0 | 0 | 1 | 0  | 5  | -5   |

### Lettonie

#### Confrontations
Confrontations entre la Lettonie et le Kazakhstan en matchs officiels :
|   | Date             | Lieu                | Match                 | Score | Compétition                                                |
| 1 | 17 avril 2002    | Ventspils, Lettonie | Lettonie - Kazakhstan | 2-1   | Match amical                                               |
| 2 | 18 février 2004  | Larnaca, Chypre     | Lettonie - Kazakhstan | 3-1   | Match amical                                               |
| 3 | 29 février 2012  | Antalya, Turquie    | Lettonie - Kazakhstan | 0-0   | Match amical                                               |
| 4 | 9 septembre 2014 | Astana, Kazakhstan  | Kazakhstan - Lettonie | 0-0   | Qualification pour le Championnat d'Europe 2016 (groupe A) |
| 5 | 13 octobre 2015  | Riga, Lettonie      | Lettonie - Kazakhstan | 0-1   | Qualification pour le Championnat d'Europe 2016 (groupe A) |

#### Bilan
| Rang | Équipe     | Pts | J | G | N | P | Bp | Bc | Diff |
| ---- | ---------- | --- | - | - | - | - | -- | -- | ---- |
| 1    | Lettonie   | 8   | 5 | 2 | 2 | 1 | 5  | 3  | +2   |
| 2    | Kazakhstan | 5   | 5 | 1 | 2 | 2 | 3  | 5  | -2   |

### Liban

#### Confrontations
Confrontations entre le Liban et le Kazakhstan en matchs officiels :
|   | Date             | Lieu               | Match              | Score | Compétition                             |
| 1 | 3 janvier 1996   | Beyrouth, Liban    | Liban - Kazakhstan | 2-1   | Match amical                            |
| 2 | 12 décembre 1998 | Bangkok, Thaïlande | Liban - Kazakhstan | 3-0   | Jeux asiatiques de 1998 (deuxième tour) |

#### Bilan
| Rang | Équipe     | Pts | J | G | N | P | Bp | Bc | Diff |
| ---- | ---------- | --- | - | - | - | - | -- | -- | ---- |
| 1    | Liban      | 6   | 2 | 2 | 0 | 0 | 5  | 1  | +4   |
| 2    | Kazakhstan | 0   | 2 | 0 | 0 | 2 | 1  | 5  | -4   |

### Libye

#### Confrontations
Confrontations entre la Libye et le Kazakhstan en matchs officiels :
|   | Date           | Lieu                     | Match              | Score | Compétition  |
| 1 | 3 juillet 1992 | Pyongyang, Corée du Nord | Kazakhstan - Libye | 1-0   | Match amical |

#### Bilan
| Rang | Équipe     | Pts | J | G | N | P | Bp | Bc | Diff |
| ---- | ---------- | --- | - | - | - | - | -- | -- | ---- |
| 1    | Kazakhstan | 3   | 1 | 1 | 0 | 0 | 1  | 0  | +1   |
| 2    | Libye      | 0   | 1 | 0 | 0 | 1 | 0  | 1  | -1   |

### Lituanie

#### Confrontations
Confrontations entre la Lituanie et le Kazakhstan en matchs officiels :
|   | Date             | Lieu              | Match                 | Score | Compétition                           |
| 1 | 5 mars 2014      | Vilnius, Lituanie | Lituanie - Kazakhstan | 1-1   | Match amical                          |
| 2 | 4 septembre 2020 | Vilnius, Lituanie | Lituanie - Kazakhstan | 0-2   | Ligue des nations 2020-2021 (Ligue C) |

#### Bilan
| Rang | Équipe     | Pts | J | G | N | P | Bp | Bc | Diff |
| ---- | ---------- | --- | - | - | - | - | -- | -- | ---- |
| 1    | Kazakhstan | 4   | 2 | 1 | 1 | 0 | 3  | 1  | +2   |
| 2    | Lituanie   | 1   | 2 | 0 | 1 | 1 | 1  | 3  | -2   |

## M

### Macao

#### Confrontations
Confrontations entre Macao et le Kazakhstan en matchs officiels :
|   | Date          | Lieu               | Match              | Score | Compétition                                              |
| 1 | 14 avril 2001 | Bagdad, Irak       | Macao - Kazakhstan | 0-3   | Qualification pour la Coupe du monde 2002 (premier tour) |
| 2 | 23 avril 2001 | Almaty, Kazakhstan | Kazakhstan - Macao | 5-0   | Qualification pour la Coupe du monde 2002 (premier tour) |

#### Bilan
| Rang | Équipe     | Pts | J | G | N | P | Bp | Bc | Diff |
| ---- | ---------- | --- | - | - | - | - | -- | -- | ---- |
| 1    | Kazakhstan | 6   | 2 | 2 | 0 | 0 | 8  | 0  | +8   |
| 2    | Macao      | 0   | 2 | 0 | 0 | 2 | 0  | 8  | -8   |

### Malte

#### Confrontations
Confrontations entre Malte et le Kazakhstan en matchs officiels :
|   | Date            | Lieu              | Match              | Score | Compétition  |
| 1 | 12 février 2003 | La Valette, Malte | Malte - Kazakhstan | 2-2   | Match amical |

#### Bilan
| Rang | Équipe     | Pts | J | G | N | P | Bp | Bc | Diff |
| ---- | ---------- | --- | - | - | - | - | -- | -- | ---- |
| 1    | Kazakhstan | 1   | 1 | 0 | 1 | 0 | 2  | 2  | 0    |
| 1    | Malte      | 1   | 1 | 0 | 1 | 0 | 2  | 2  | 0    |

### Moldavie

#### Confrontations
Confrontations entre la Moldavie et le Kazakhstan en matchs officiels :
|   | Date            | Lieu             | Match                 | Score | Compétition  |
| 1 | 6 février 2008  | Antalya, Turquie | Kazakhstan - Moldavie | 0-1   | Match amical |
| 2 | 3 mars 2010     | Antalya, Turquie | Kazakhstan - Moldavie | 0-1   | Match amical |
| 3 | 6 février 2013  | Antalya, Turquie | Moldavie - Kazakhstan | 1-3   | Match amical |
| 4 | 18 février 2015 | Antalya, Turquie | Moldavie - Kazakhstan | 1-1   | Match amical |

#### Bilan
| Rang | Équipe     | Pts | J | G | N | P | Bp | Bc | Diff |
| ---- | ---------- | --- | - | - | - | - | -- | -- | ---- |
| 1    | Moldavie   | 7   | 4 | 2 | 1 | 1 | 4  | 4  | 0    |
| 2    | Kazakhstan | 4   | 4 | 1 | 1 | 2 | 4  | 4  | 0    |

### Monténégro

#### Confrontations
Confrontations entre le Monténégro et le Kazakhstan en matchs officiels :
|   | Date               | Lieu                  | Match                   | Score | Compétition                                          |
| 1 | 27 mai 2008        | Podgorica, Monténégro | Monténégro - Kazakhstan | 3-0   | Match amical                                         |
| 2 | 8 octobre 2016     | Podgorica, Monténégro | Monténégro - Kazakhstan | 5-0   | Qualification pour la Coupe du monde 2018 (groupe E) |
| 3 | 1er septembre 2017 | Astana, Kazakhstan    | Kazakhstan - Monténégro | 0-3   | Qualification pour la Coupe du monde 2018 (groupe E) |

#### Bilan
| Rang | Équipe     | Pts | J | G | N | P | Bp | Bc | Diff |
| ---- | ---------- | --- | - | - | - | - | -- | -- | ---- |
| 1    | Monténégro | 9   | 3 | 3 | 0 | 0 | 11 | 0  | +11  |
| 2    | Kazakhstan | 0   | 3 | 0 | 0 | 3 | 0  | 11 | -11  |

## N

### Népal

#### Confrontations
Confrontations entre le Népal et le Kazakhstan en matchs officiels :
|   | Date          | Lieu               | Match              | Score | Compétition                                              |
| 1 | 12 avril 2001 | Bagdad, Irak       | Népal - Kazakhstan | 0-6   | Qualification pour la Coupe du monde 2002 (premier tour) |
| 2 | 21 avril 2001 | Almaty, Kazakhstan | Kazakhstan - Népal | 4-0   | Qualification pour la Coupe du monde 2002 (premier tour) |

#### Bilan
| Rang | Équipe     | Pts | J | G | N | P | Bp | Bc | Diff |
| ---- | ---------- | --- | - | - | - | - | -- | -- | ---- |
| 1    | Kazakhstan | 6   | 2 | 2 | 0 | 0 | 10 | 0  | +10  |
| 2    | Népal      | 0   | 2 | 0 | 0 | 2 | 0  | 10 | -10  |

## O

### Oman

#### Confrontations
Confrontations entre Oman et le Kazakhstan en matchs officiels :
|   | Date         | Lieu               | Match             | Score | Compétition  |
| 1 | 11 août 2010 | Astana, Kazakhstan | Kazakhstan - Oman | 3-1   | Match amical |

#### Bilan
| Rang | Équipe     | Pts | J | G | N | P | Bp | Bc | Diff |
| ---- | ---------- | --- | - | - | - | - | -- | -- | ---- |
| 1    | Kazakhstan | 3   | 1 | 1 | 0 | 0 | 3  | 1  | +2   |
| 2    | Oman       | 0   | 1 | 0 | 0 | 1 | 1  | 3  | -2   |

### Ouzbékistan

#### Confrontations
Confrontations entre l'Oubékistan et le Kazakhstan en matchs officiels :
|   | Date              | Lieu                  | Match                    | Score | Compétition                                               |
| 1 | 20 septembre 1997 | Almaty, Kazakhstan    | Kazakhstan - Ouzbékistan | 1-1   | Qualification pour la Coupe du monde 1998 (deuxième tour) |
| 2 | 25 octobre 1997   | Tachkent, Ouzbékistan | Ouzbékistan - Kazakhstan | 4-0   | Qualification pour la Coupe du monde 1998 (deuxième tour) |
| 3 | 11 mars 2007      | Astana, Kazakhstan    | Kazakhstan - Ouzbékistan | 1-1   | Match amical                                              |

#### Bilan
| Rang | Équipe      | Pts | J | G | N | P | Bp | Bc | Diff |
| ---- | ----------- | --- | - | - | - | - | -- | -- | ---- |
| 1    | Ouzbékistan | 5   | 3 | 1 | 2 | 0 | 6  | 2  | +4   |
| 2    | Kazakhstan  | 2   | 3 | 0 | 2 | 1 | 2  | 6  | -4   |

## P

### Pakistan

#### Confrontations
Confrontations entre le Pakistan et le Kazakhstan en matchs officiels :
|   | Date         | Lieu               | Match                 | Score | Compétition                                              |
| 1 | 11 mai 1997  | Almaty, Kazakhstan | Kazakhstan - Pakistan | 3-0   | Qualification pour la Coupe du monde 1998 (premier tour) |
| 2 | 11 juin 1997 | Lahore, Pakistan   | Pakistan - Kazakhstan | 0-7   | Qualification pour la Coupe du monde 1998 (premier tour) |
| 3 | 8 avril 2000 | Doha, Qatar        | Pakistan - Kazakhstan | 0-4   | Qualification pour la Coupe d'Asie                       |

#### Bilan
| Rang | Équipe     | Pts | J | G | N | P | Bp | Bc | Diff |
| ---- | ---------- | --- | - | - | - | - | -- | -- | ---- |
| 1    | Kazakhstan | 9   | 3 | 3 | 0 | 0 | 14 | 0  | +14  |
| 2    | Pakistan   | 0   | 3 | 0 | 0 | 3 | 0  | 14 | -14  |

### Palestine

#### Confrontations
Confrontations entre la Palestine et le Kazakhstan en matchs officiels :
|   | Date         | Lieu            | Match                  | Score | Compétition                        |
| 1 | 6 avril 2000 | Doha, Qatar     | Kazakhstan - Palestine | 0-4   | Qualification pour la Coupe d'Asie |
| 2 | 28 mai 2000  | Amman, Jordanie | Palestine - Kazakhstan | 2-3   | Championnat d'Asie de l'Ouest 2000 |

#### Bilan
| Rang | Équipe     | Pts | J | G | N | P | Bp | Bc | Diff |
| ---- | ---------- | --- | - | - | - | - | -- | -- | ---- |
| 1    | Kazakhstan | 6   | 2 | 2 | 0 | 0 | 5  | 2  | +3   |
| 2    | Palestine  | 0   | 2 | 0 | 0 | 2 | 2  | 5  | -3   |

### Pays-Bas

#### Confrontations
Confrontations entre les Pays-Bas et le Kazakhstan en matchs officiels :
|   | Date            | Lieu                | Match                 | Score | Compétition                                                |
| 1 | 10 octobre 2014 | Amsterdam, Pays-Bas | Pays-Bas - Kazakhstan | 3-1   | Qualification pour le Championnat d'Europe 2016 (groupe A) |
| 2 | 10 octobre 2015 | Astana, Kazakhstan  | Kazakhstan - Pays-Bas | 1-2   | Qualification pour le Championnat d'Europe 2016 (groupe A) |

#### Bilan
| Rang | Équipe     | Pts | J | G | N | P | Bp | Bc | Diff |
| ---- | ---------- | --- | - | - | - | - | -- | -- | ---- |
| 1    | Pays-Bas   | 6   | 2 | 2 | 0 | 0 | 5  | 2  | +3   |
| 2    | Kazakhstan | 0   | 2 | 0 | 0 | 2 | 2  | 2  | 0    |

### Pologne

#### Confrontations
Confrontations entre la Pologne et le Kazakhstan en matchs officiels :
|   | Date             | Lieu               | Match                | Score | Compétition                                                |
| 1 | 6 juin 2003      | Poznań, Pologne    | Pologne - Kazakhstan | 3-0   | Match amical                                               |
| 2 | 7 octobre 2006   | Almaty, Kazakhstan | Kazakhstan - Pologne | 0-1   | Qualification pour le Championnat d'Europe 2008 (groupe A) |
| 3 | 13 octobre 2007  | Chorzów, Pologne   | Pologne - Kazakhstan | 3-1   | Qualification pour le Championnat d'Europe 2008 (groupe A) |
| 4 | 4 septembre 2016 | Astana, Kazakhstan | Kazakhstan - Pologne | 2-2   | Qualification pour la Coupe du monde 2018 (groupe E)       |
| 5 | 4 septembre 2017 | Varsovie, Pologne  | Pologne - Kazakhstan | 3-0   | Qualification pour la Coupe du monde 2018 (groupe E)       |

#### Bilan
| Rang | Équipe     | Pts | J | G | N | P | Bp | Bc | Diff |
| ---- | ---------- | --- | - | - | - | - | -- | -- | ---- |
| 1    | Pologne    | 13  | 5 | 4 | 1 | 0 | 12 | 3  | +9   |
| 2    | Kazakhstan | 1   | 5 | 0 | 1 | 4 | 3  | 12 | -9   |

### Portugal

#### Confrontations
Confrontations entre le Portugal et le Kazakhstan en matchs officiels :
|   | Date             | Lieu               | Match                 | Score | Compétition                                                |
| 1 | 20 août 2003     | Chaves, Portugal   | Portugal - Kazakhstan | 1-0   | Match amical                                               |
| 2 | 15 novembre 2006 | Coimbra, Portugal  | Portugal - Kazakhstan | 3-0   | Qualification pour le Championnat d'Europe 2008 (groupe A) |
| 3 | 17 octobre 2007  | Almaty, Kazakhstan | Kazakhstan - Portugal | 1-3   | Qualification pour le Championnat d'Europe 2008 (groupe A) |

#### Bilan
| Rang | Équipe     | Pts | J | G | N | P | Bp | Bc | Diff |
| ---- | ---------- | --- | - | - | - | - | -- | -- | ---- |
| 1    | Portugal   | 9   | 3 | 3 | 0 | 0 | 7  | 1  | +6   |
| 2    | Kazakhstan | 0   | 3 | 0 | 0 | 3 | 1  | 7  | -6   |

## Q

### Qatar

#### Confrontations
Confrontations entre le Qatar et le Kazakhstan en matchs officiels :
|   | Date             | Lieu               | Match              | Score | Compétition                             |
| 1 | 14 juin 1996     | Astana, Kazakhstan | Kazakhstan - Qatar | 1-0   | Qualification pour la Coupe d'Asie 1996 |
| 2 | 5 juillet 1996   | Doha, Qatar        | Qatar - Kazakhstan | 3-0   | Qualification pour la Coupe d'Asie 1996 |
| 3 | 10 décembre 1998 | Bangkok, Thaïlande | Kazakhstan - Qatar | 2-0   | Jeux asiatiques de 1998 (deuxième tour) |
| 4 | 2 avril 2000     | Doha, Qatar        | Qatar - Kazakhstan | 3-1   | Qualification pour la Coupe d'Asie 2000 |

#### Bilan
| Rang | Équipe     | Pts | J | G | N | P | Bp | Bc | Diff |
| ---- | ---------- | --- | - | - | - | - | -- | -- | ---- |
| 1    | Qatar      | 6   | 4 | 2 | 0 | 2 | 6  | 4  | +2   |
| 2    | Kazakhstan | 6   | 4 | 2 | 0 | 2 | 4  | 6  | -2   |

## R

### République tchèque

#### Confrontations
Confrontations entre la République tchèque et le Kazakhstan en matchs officiels :
|   | Date             | Lieu               | Match                           | Score | Compétition                                                |
| 1 | 13 octobre 2014  | Astana, Kazakhstan | Kazakhstan - République tchèque | 2-4   | Qualification pour le Championnat d'Europe 2016 (groupe A) |
| 2 | 3 septembre 2015 | Plzeň, Tchéquie    | République tchèque - Kazakhstan | 2-1   | Qualification pour le Championnat d'Europe 2016 (groupe A) |

#### Bilan
| Rang | Équipe     | Pts | J | G | N | P | Bp | Bc | Diff |
| ---- | ---------- | --- | - | - | - | - | -- | -- | ---- |
| 1    | Tchéquie   | 6   | 2 | 2 | 0 | 0 | 6  | 3  | +3   |
| 2    | Kazakhstan | 0   | 2 | 0 | 0 | 2 | 3  | 6  | -3   |

### Roumanie

#### Confrontations
Confrontations entre la République tchèque et le Kazakhstan en matchs officiels :
|   | Date            | Lieu               | Match                 | Score | Compétition                                          |
| 1 | 11 octobre 2016 | Astana, Kazakhstan | Kazakhstan - Roumanie | 0-0   | Qualification pour la Coupe du monde 2018 (groupe E) |
| 2 | 5 octobre 2017  | Ploiești, Roumanie | Roumanie - Kazakhstan | 3-1   | Qualification pour la Coupe du monde 2018 (groupe E) |

#### Bilan
| Rang | Équipe     | Pts | J | G | N | P | Bp | Bc | Diff |
| ---- | ---------- | --- | - | - | - | - | -- | -- | ---- |
| 1    | Roumanie   | 4   | 2 | 1 | 1 | 0 | 3  | 1  | +2   |
| 2    | Kazakhstan | 1   | 2 | 0 | 1 | 1 | 1  | 3  | -2   |

### Russie

#### Confrontations
Confrontations entre la Russie et le Kazakhstan en matchs officiels :
|   | Date              | Lieu                    | Match               | Score | Compétition                                                |
| 1 | 23 mai 2008       | Moscou, Russie          | Russie - Kazakhstan | 6-0   | Match amical                                               |
| 2 | 31 mars 2015      | Moscou, Russie          | Russie - Kazakhstan | 0-0   | Match amical                                               |
| 3 | 24 mars 2019      | Noursoultan, Kazakhstan | Kazakhstan - Russie | 0-4   | Qualification pour le Championnat d'Europe 2020 (groupe I) |
| 4 | 10 septembre 2019 | Kaliningrad, Russie     | Russie - Kazakhstan | 1-0   | Qualification pour le Championnat d'Europe 2020 (groupe I) |

#### Bilan
| Rang | Équipe     | Pts | J | G | N | P | Bp | Bc | Diff |
| ---- | ---------- | --- | - | - | - | - | -- | -- | ---- |
| 1    | Russie     | 10  | 4 | 3 | 1 | 0 | 11 | 0  | +11  |
| 2    | Kazakhstan | 1   | 4 | 0 | 1 | 3 | 0  | 11 | -11  |

## S

### Serbie

#### Confrontations
Confrontations entre la Serbie et le Kazakhstan en matchs officiels :
|   | Date             | Lieu               | Match               | Score | Compétition                                                |
| 1 | 24 mars 2007     | Astana, Kazakhstan | Kazakhstan - Serbie | 2-1   | Qualification pour le Championnat d'Europe 2008 (groupe A) |
| 2 | 24 novembre 2007 | Belgrade, Serbie   | Serbie - Kazakhstan | 1-0   | Qualification pour le Championnat d'Europe 2008 (groupe A) |

#### Bilan
| Rang | Équipe     | Pts | J | G | N | P | Bp | Bc | Diff |
| ---- | ---------- | --- | - | - | - | - | -- | -- | ---- |
| 1    | Kazakhstan | 3   | 2 | 1 | 0 | 1 | 2  | 2  | 0    |
| 1    | Serbie     | 3   | 2 | 1 | 0 | 1 | 2  | 2  | 0    |

### Singapour

#### Confrontations
Confrontations entre Singapour et le Kazakhstan en matchs officiels :
|   | Date             | Lieu               | Match                  | Score | Compétition                    |
| 1 | 24 décembre 2006 | Bangkok, Thaïlande | Singapour - Kazakhstan | 0-0   | King's Cup 2006 (premier tour) |

#### Bilan
| Rang | Équipe     | Pts | J | G | N | P | Bp | Bc | Diff |
| ---- | ---------- | --- | - | - | - | - | -- | -- | ---- |
| 1    | Kazakhstan | 1   | 1 | 0 | 1 | 0 | 0  | 0  | 0    |
| 1    | Singapour  | 1   | 1 | 0 | 1 | 0 | 0  | 0  | 0    |

### Suède

#### Confrontations
Confrontations entre la Suède et le Kazakhstan en matchs officiels :
|   | Date              | Lieu               | Match              | Score | Compétition                                          |
| 1 | 11 septembre 2012 | Malmö, Suède       | Suède - Kazakhstan | 2-0   | Qualification pour la Coupe du monde 2014 (groupe C) |
| 2 | 10 septembre 2013 | Astana, Kazakhstan | Kazakhstan - Suède | 0-1   | Qualification pour la Coupe du monde 2014 (groupe C) |

#### Bilan
| Rang | Équipe     | Pts | J | G | N | P | Bp | Bc | Diff |
| ---- | ---------- | --- | - | - | - | - | -- | -- | ---- |
| 1    | Suède      | 6   | 2 | 2 | 0 | 0 | 3  | 0  | +3   |
| 2    | Kazakhstan | 0   | 2 | 0 | 0 | 2 | 0  | 3  | -3   |

### Syrie

#### Confrontations
Confrontations entre la Syrie et le Kazakhstan en matchs officiels :
|   | Date            | Lieu               | Match              | Score | Compétition                             |
| 1 | 21 juin 1996    | Damas, Syrie       | Syrie - Kazakhstan | 2-0   | Qualification pour la Coupe d'Asie 1996 |
| 2 | 12 juillet 1996 | Astana, Kazakhstan | Kazakhstan - Syrie | 0-1   | Qualification pour la Coupe d'Asie 1996 |
| 3 | 26 mai 2000     | Amman, Jordanie    | Kazakhstan - Syrie | 0-4   | Championnat d'Asie de l'Ouest 2000      |
| 4 | 10 août 2011    | Astana, Kazakhstan | Kazakhstan - Syrie | 1-1   | Match amical                            |

#### Bilan
| Rang | Équipe     | Pts | J | G | N | P | Bp | Bc | Diff |
| ---- | ---------- | --- | - | - | - | - | -- | -- | ---- |
| 1    | Syrie      | 10  | 4 | 3 | 1 | 0 | 8  | 1  | +7   |
| 2    | Kazakhstan | 1   | 4 | 0 | 1 | 3 | 1  | 8  | -7   |

## T

### Tadjikistan

#### Confrontations
Confrontations entre le Tadjikistan et le Kazakhstan en matchs officiels :
|   | Date             | Lieu               | Match                    | Score | Compétition  |
| 1 | 2 juillet 2006   | Almaty, Kazakhstan | Kazakhstan Tadjikistan   | 4-1   | Match amical |
| 2 | 8 septembre 2007 | Astana, Kazakhstan | Kazakhstan - Tadjikistan | 1-1   | Match amical |
| 3 | 12 août 2014     | Almaty, Kazakhstan | Kazakhstan - Tadjikistan | 2-1   | Match amical |

#### Bilan
| Rang | Équipe      | Pts | J | G | N | P | Bp | Bc | Diff |
| ---- | ----------- | --- | - | - | - | - | -- | -- | ---- |
| 1    | Kazakhstan  | 7   | 3 | 2 | 1 | 0 | 7  | 3  | +4   |
| 2    | Tadjikistan | 1   | 3 | 0 | 1 | 2 | 3  | 7  | -4   |

### Thaïlande

#### Confrontations
Confrontations entre la Thaïlande et le Kazakhstan en matchs officiels :
|   | Date             | Lieu               | Match                  | Score | Compétition                             |
| 1 | 22 mars 1998     | Bangkok, Thaïlande | Thaïlande - Kazakhstan | 1-0   | Match amical                            |
| 2 | 26 mars 1998     | Bangkok, Thaïlande | Thaïlande - Kazakhstan | 1-0   | Match amical                            |
| 3 | 8 décembre 1998  | Bangkok, Thaïlande | Thaïlande - Kazakhstan | 1-1   | Jeux asiatiques de 1998 (deuxième tour) |
| 4 | 28 décembre 2006 | Bangkok, Thaïlande | Thaïlande - Kazakhstan | 2-2   | King's Cup 2006 (premier tour)          |

#### Bilan
| Rang | Équipe     | Pts | J | G | N | P | Bp | Bc | Diff |
| ---- | ---------- | --- | - | - | - | - | -- | -- | ---- |
| 1    | Thaïlande  | 8   | 4 | 2 | 2 | 0 | 5  | 3  | +2   |
| 2    | Kazakhstan | 2   | 4 | 0 | 2 | 2 | 3  | 5  | -2   |

### Turquie

#### Confrontations
Confrontations entre la Turquie et le Kazakhstan en matchs officiels :
|   | Date             | Lieu               | Match                | Score | Compétition                                                |
| 1 | 9 octobre 2004   | Istanbul, Turquie  | Turquie - Kazakhstan | 4-0   | Qualification pour la Coupe du monde 2006 (groupe 2)       |
| 2 | 8 juin 2005      | Almaty, Kazakhstan | Kazakhstan - Turquie | 0-6   | Qualification pour la Coupe du monde 2006 (groupe 2)       |
| 3 | 3 septembre 2010 | Astana, Kazakhstan | Kazakhstan - Turquie | 0-3   | Qualification pour le Championnat d'Europe 2012 (groupe A) |
| 4 | 2 septembre 2011 | Istanbul, Turquie  | Turquie - Kazakhstan | 2-1   | Qualification pour le Championnat d'Europe 2012 (groupe A) |
| 5 | 16 novembre 2014 | Istanbul, Turquie  | Turquie - Kazakhstan | 3-1   | Qualification pour le Championnat d'Europe 2016 (groupe A) |
| 6 | 12 juin 2015     | Almaty, Kazakhstan | Kazakhstan - Turquie | 0-1   | Qualification pour le Championnat d'Europe 2016 (groupe A) |

#### Bilan
| Rang | Équipe     | Pts | J | G | N | P | Bp | Bc | Diff |
| ---- | ---------- | --- | - | - | - | - | -- | -- | ---- |
| 1    | Turquie    | 18  | 6 | 6 | 0 | 0 | 19 | 2  | +17  |
| 2    | Kazakhstan | 0   | 6 | 0 | 0 | 6 | 2  | 19 | -17  |

## U

### Ukraine

#### Confrontations
Confrontations entre l'Ukraine et le Kazakhstan en matchs officiels :
|   | Date              | Lieu               | Match                | Score | Compétition                               |
| 1 | 8 septembre 2004  | Almaty, Kazakhstan | Kazakhstan - Ukraine | 1-2   | Qualification pour la Coupe du monde 2006 |
| 2 | 4 juin 2005       | Kiev, Ukraine      | Ukraine - Kazakhstan | 2-0   | Qualification pour la Coupe du monde 2006 |
| 3 | 10 septembre 2008 | Astana, Kazakhstan | Kazakhstan - Ukraine | 1-3   | Qualification pour la Coupe du monde 2010 |
| 4 | 10 juin 2009      | Kiev, Ukraine      | Ukraine - Kazakhstan | 2-1   | Qualification pour la Coupe du monde 2010 |

#### Bilan
| Rang | Équipe     | Pts | J | G | N | P | Bp | Bc | Diff |
| ---- | ---------- | --- | - | - | - | - | -- | -- | ---- |
| 1    | Ukraine    | 12  | 4 | 4 | 0 | 0 | 9  | 3  | +6   |
| 2    | Kazakhstan | 0   | 4 | 0 | 0 | 4 | 3  | 9  | -6   |

## V

### Viêt Nam

#### Confrontations
Confrontations entre le Viêt Nam et le Kazakhstan en matchs officiels :
|   | Date             | Lieu               | Match                 | Score | Compétition                    |
| 1 | 26 décembre 2006 | Bangkok, Thaïlande | Viêt Nam - Kazakhstan | 2-1   | King's Cup 2006 (premier tour) |

#### Bilan
| Rang | Équipe     | Pts | J | G | N | P | Bp | Bc | Diff |
| ---- | ---------- | --- | - | - | - | - | -- | -- | ---- |
| 1    | Viêt Nam   | 3   | 1 | 1 | 0 | 0 | 2  | 1  | +1   |
| 2    | Kazakhstan | 0   | 1 | 0 | 0 | 1 | 1  | 2  | -1   |

## Statistiques par équipe affrontée
| Equipe              |                  | Joués | Joués | Joués    | Victoires | Victoires | Victoires   | Défaites    | Défaites    | Défaites   | Partages   | Partages   | Partages | Buts marqués | Buts marqués | Buts marqués | Buts encaissés | Buts encaissés | Buts encaissés |
|                     |                  | Dom.  | Ext.  | Neu.     | Dom.      | Ext.      | Neu.        | Dom.        | Ext.        | Neu.       | Dom.       | Ext.       | Neu.     | Dom.         | Ext.         | Neu.         | Dom.           | Ext.           | Neu.           |
| Albanie             |                  | 1     | 1     | 0        | 0         | 0         | 0           | 1           | 1           | 0          | 0          | 0          | 0        | 0            | 1            | 0            | 1              | 2              | 0              |
| Allemagne           |                  | 2     | 2     | 0        | 0         | 0         | 0           | 2           | 2           | 0          | 0          | 0          | 0        | 0            | 1            | 0            | 6              | 8              | 0              |
| Andorre             |                  | 1     | 1     | 0        | 1         | 1         | 0           | 0           | 0           | 0          | 0          | 0          | 0        | 3            | 3            | 0            | 0              | 1              | 0              |
| Angleterre          |                  | 1     | 1     | 0        | 0         | 0         | 0           | 1           | 1           | 0          | 0          | 0          | 0        | 0            | 1            | 0            | 4              | 5              | 0              |
| Arabie saoudite     |                  | 0     | 1     | 1        | 0         | 0         | 0           | 0           | 1           | 1          | 0          | 0          | 0        | 0            | 0            | 0            | 0              | 3              | 1              |
| Arménie             |                  | 2     | 3     | 2        | 0         | 1         | 0           | 1           | 2           | 1          | 1          | 0          | 1        | 2            | 1            | 3            | 3              | 5              | 4              |
| Autriche            |                  | 2     | 2     | 0        | 0         | 0         | 0           | 0           | 2           | 0          | 2          | 0          | 0        | 0            | 0            | 0            | 0              | 6              | 0              |
| Azerbaïdjan         |                  | 4     | 2     | 3        | 2         | 0         | 1           | 1           | 1           | 0          | 1          | 1          | 2        | 6            | 3            | 2            | 5              | 4              | 1              |
| Bahreïn             |                  | 0     | 0     | 1        | 0         | 0         | 1           | 0           | 0           | 0          | 0          | 0          | 0        | 0            | 0            | 1            | 0              | 0              | 0              |
| Belgique            |                  | 2     | 2     | 0        | 0         | 0         | 0           | 1           | 1           | 0          | 1          | 1          | 0        | 2            | 1            | 0            | 4              | 4              | 0              |
| Biélorussie         |                  | 2     | 1     | 1        | 0         | 0         | 0           | 2           | 1           | 0          | 0          | 0          | 1        | 2            | 0            | 1            | 7              | 4              | 1              |
| Bulgarie            |                  | 1     | 0     | 0        | 0         | 0         | 0           | 1           | 0           | 0          | 0          | 0          | 0        | 1            | 0            | 0            | 2              | 0              | 0              |
| Burkina Faso        |                  | 1     | 0     | 0        | 0         | 0         | 0           | 0           | 0           | 0          | 1          | 0          | 0        | 0            | 0            | 0            | 0              | 0              | 0              |
| Chine               |                  | 0     | 3     | 0        | 0         | 1         | 0           | 0           | 2           | 0          | 0          | 0          | 0        | 0            | 2            | 0            | 0              | 5              | 0              |
| Chypre              |                  | 0     | 2     | 0        | 0         | 0         | 0           | 0           | 2           | 0          | 0          | 0          | 0        | 0            | 2            | 0            | 0              | 5              | 0              |
| Corée du Sud        |                  | 1     | 1     | 0        | 0         | 0         | 0           | 0           | 1           | 0          | 1          | 0          | 0        | 1            | 0            | 0            | 1              | 3              | 0              |
| Croatie             |                  | 1     | 1     | 0        | 0         | 0         | 0           | 1           | 1           | 0          | 0          | 0          | 0        | 1            | 0            | 0            | 2              | 3              | 0              |
| Danemark            |                  | 2     | 2     | 0        | 0         | 0         | 0           | 2           | 2           | 0          | 0          | 0          | 0        | 2            | 1            | 0            | 5              | 7              | 0              |
| Écosse              |                  | 1     | 1     | 0        | 1         | 0         | 0           | 0           | 1           | 0          | 0          | 0          | 0        | 3            | 1            | 0            | 0              | 3              | 0              |
| Émirats arabes unis |                  | 1     | 2     | 0        | 1         | 0         | 0           | 0           | 2           | 0          | 0          | 0          | 0        | 3            | 2            | 0            | 0              | 9              | 0              |
| Estonie             |                  | 1     | 1     | 1        | 0         | 0         | 1           | 0           | 0           | 0          | 1          | 1          | 0        | 1            | 0            | 2            | 1              | 0              | 0              |
| Finlande            |                  | 1     | 1     | 1        | 0         | 0         | 0           | 1           | 1           | 0          | 0          | 0          | 1        | 0            | 1            | 0            | 2              | 2              | 0              |
| Géorgie             |                  | 2     | 2     | 0        | 1         | 0         | 0           | 1           | 0           | 0          | 0          | 2          | 0        | 2            | 1            | 0            | 2              | 1              | 0              |
| Grèce               |                  | 1     | 1     | 1        | 0         | 0         | 0           | 1           | 1           | 1          | 0          | 0          | 0        | 1            | 1            | 0            | 2              | 3              | 2              |
| Hongrie             |                  | 0     | 1     | 0        | 0         | 0         | 0           | 0           | 1           | 0          | 0          | 0          | 0        | 0            | 0            | 0            | 0              | 3              | 0              |
| Irak                |                  | 2     | 2     | 0        | 1         | 1         | 0           | 0           | 0           | 0          | 1          | 1          | 0        | 4            | 3            | 0            | 2              | 2              | 0              |
| Iran                |                  | 0     | 0     | 2        | 0         | 0         | 0           | 0           | 0           | 2          | 0          | 0          | 0        | 0            | 0            | 0            | 0              | 0              | 5              |
| Irlande             |                  | 1     | 1     | 0        | 0         | 0         | 0           | 1           | 1           | 0          | 0          | 0          | 0        | 1            | 1            | 0            | 2              | 3              | 0              |
| Islande             |                  | 1     | 1     | 0        | 0         | 0         | 0           | 1           | 0           | 0          | 0          | 1          | 0        | 0            | 0            | 0            | 3              | 0              | 0              |
| Japon               |                  | 1     | 2     | 0        | 0         | 0         | 0           | 0           | 2           | 0          | 1          | 0          | 0        | 1            | 1            | 0            | 1              | 9              | 0              |
| Jordanie            |                  | 0     | 1     | 1        | 0         | 0         | 1           | 0           | 1           | 0          | 0          | 0          | 0        | 0            | 0            | 1            | 0              | 2              | 0              |
| Kirghizistan        |                  | 4     | 1     | 0        | 4         | 0         | 0           | 0           | 1           | 0          | 0          | 0          | 0        | 15           | 0            | 0            | 3              | 2              | 0              |
| Koweït              |                  | 0     | 1     | 0        | 0         | 0         | 0           | 0           | 0           | 0          | 0          | 1          | 0        | 0            | 0            | 0            | 0              | 0              | 0              |
| Laos                |                  | 0     | 0     | 1        | 0         | 0         | 1           | 0           | 0           | 0          | 0          | 0          | 0        | 0            | 0            | 5            | 0              | 0              | 0              |
| Lettonie            |                  | 1     | 2     | 2        | 0         | 1         | 0           | 0           | 1           | 1          | 1          | 0          | 1        | 0            | 2            | 1            | 0              | 2              | 3              |
| Liban               |                  | 0     | 1     | 1        | 0         | 0         | 0           | 0           | 1           | 1          | 0          | 0          | 0        | 0            | 1            | 0            | 0              | 2              | 3              |
| Libye               |                  | 0     | 0     | 1        | 0         | 0         | 1           | 0           | 0           | 0          | 0          | 0          | 0        | 0            | 0            | 1            | 0              | 0              | 0              |
| Lituanie            |                  | 0     | 2     | 0        | 0         | 1         | 0           | 0           | 0           | 0          | 0          | 1          | 0        | 0            | 3            | 0            | 0              | 1              | 0              |
| Macao               |                  | 1     | 0     | 1        | 1         | 0         | 1           | 0           | 0           | 0          | 0          | 0          | 0        | 5            | 0            | 3            | 0              | 0              | 0              |
| Malte               |                  | 0     | 1     | 0        | 0         | 0         | 0           | 0           | 0           | 0          | 0          | 1          | 0        | 0            | 2            | 0            | 0              | 2              | 0              |
| Moldavie            |                  | 0     | 0     | 4        | 0         | 0         | 1           | 0           | 0           | 2          | 0          | 0          | 1        | 0            | 0            | 4            | 0              | 0              | 4              |
| Monténégro          |                  | 1     | 2     | 0        | 0         | 0         | 0           | 1           | 2           | 0          | 0          | 0          | 0        | 0            | 0            | 0            | 3              | 8              | 0              |
| Népal               | Drapeau du Népal | 1     | 0     | 1        | 1         | 0         | 1           | 0           | 0           | 0          | 0          | 0          | 0        | 4            | 0            | 6            | 0              | 0              | 0              |
| Oman                |                  | 1     | 0     | 0        | 1         | 0         | 0           | 0           | 0           | 0          | 0          | 0          | 0        | 3            | 0            | 0            | 1              | 0              | 0              |
| Ouzbékistan         |                  | 2     | 1     | 0        | 0         | 0         | 0           | 0           | 1           | 0          | 2          | 0          | 0        | 2            | 0            | 0            | 2              | 4              | 0              |
| Pakistan            |                  | 1     | 1     | 1        | 1         | 1         | 1           | 0           | 0           | 0          | 0          | 0          | 0        | 3            | 7            | 4            | 0              | 0              | 0              |
| Palestine           |                  | 0     | 0     | 2        | 0         | 0         | 2           | 0           | 0           | 0          | 0          | 0          | 0        | 0            | 0            | 7            | 0              | 0              | 2              |
| Pays-Bas            |                  | 1     | 1     | 0        | 0         | 0         | 0           | 1           | 1           | 0          | 0          | 0          | 0        | 1            | 1            | 0            | 2              | 3              | 0              |
| Pologne             |                  | 2     | 3     | 0        | 0         | 0         | 0           | 1           | 3           | 0          | 1          | 0          | 0        | 2            | 1            | 0            | 3              | 9              | 0              |
| Portugal            |                  | 1     | 2     | 0        | 0         | 0         | 0           | 1           | 2           | 0          | 0          | 0          | 0        | 1            | 0            | 0            | 3              | 4              | 0              |
| Qatar               |                  | 1     | 2     | 1        | 1         | 0         | 1           | 0           | 2           | 0          | 0          | 0          | 0        | 1            | 1            | 2            | 0              | 6              | 0              |
| République tchèque  |                  | 1     | 1     | 0        | 0         | 0         | 0           | 1           | 1           | 0          | 0          | 0          | 0        | 2            | 1            | 0            | 4              | 2              | 0              |
| Roumanie            |                  | 1     | 1     | 0        | 0         | 0         | 0           | 0           | 1           | 0          | 1          | 0          | 0        | 0            | 1            | 0            | 0              | 3              | 0              |
| Russie              |                  | 1     | 3     | 0        | 0         | 0         | 0           | 1           | 2           | 0          | 0          | 1          | 0        | 0            | 0            | 0            | 4              | 7              | 0              |
| Serbie              |                  | 1     | 1     | 0        | 1         | 0         | 0           | 0           | 1           | 0          | 0          | 0          | 0        | 2            | 0            | 0            | 1              | 1              | 0              |
| Singapour           |                  | 0     | 0     | 1        | 0         | 0         | 0           | 0           | 0           | 0          | 0          | 0          | 1        | 0            | 0            | 0            | 0              | 0              | 0              |
| Suède               |                  | 1     | 1     | 0        | 0         | 0         | 0           | 1           | 1           | 0          | 0          | 0          | 0        | 0            | 0            | 0            | 1              | 2              | 0              |
| Syrie               |                  | 2     | 1     | 1        | 0         | 0         | 0           | 1           | 1           | 1          | 1          | 0          | 0        | 1            | 0            | 0            | 2              | 2              | 4              |
| Tadjikistan         |                  | 3     | 0     | 0        | 2         | 0         | 0           | 0           | 0           | 0          | 1          | 0          | 0        | 7            | 0            | 0            | 3              | 0              | 0              |
| Thaïlande           |                  | 0     | 4     | 0        | 0         | 0         | 0           | 0           | 2           | 0          | 0          | 2          | 0        | 0            | 3            | 0            | 0              | 5              | 0              |
| Turquie             |                  | 3     | 3     | 0        | 0         | 0         | 0           | 3           | 3           | 0          | 0          | 0          | 0        | 0            | 2            | 0            | 10             | 9              | 0              |
| Ukraine             |                  | 2     | 2     | 0        | 0         | 0         | 0           | 2           | 2           | 0          | 0          | 0          | 0        | 2            | 1            | 0            | 5              | 4              | 0              |
| Viêt Nam            |                  | 0     | 0     | 1        | 0         | 0         | 0           | 0           | 0           | 1          | 0          | 0          | 0        | 0            | 0            | 1            | 0              | 0              | 2              |
|                     |                  |       |       |          |           |           |             |             |             |            |            |            |          |              |              |              |                |                |                |
| TOTAUX              |                  | 67    | 78    | 32       | 19        | 7         | 13          | 31          | 58          | 11         | 17         | 13         | 8        | 82           | 54           | 46           | 102            | 180            | 32             |
| TOTAUX              | 177              | 177   | 177   | 39 (22%) | 39 (22%)  | 39 (22%)  | 100 (56.5%) | 100 (56.5%) | 100 (56.5%) | 38 (21.5%) | 38 (21.5%) | 38 (21.5%) | 182      | 182          | 182          | 314          | 314            | 314            |                |